# Слобода (річка)
Сло́бода (інша назва — Слободя́нська Рі́ка) — річка в Українських Карпатах, у межах Хустського району  Закарпатської області. Права притока Тереблі (басейн Тиси).

## Опис
Довжина 10 км, площа водозбірного басейну 29,3 км². Похил річки 29 м/км. Річка типово гірська, зі швидкою течією, кам'янистим дном та численними перекатами. Долина вузька (V-подібна), переважно заліснена. Річище слабозвивисте.

## Розташування
Слобода бере початок на південний схід від села Свобода, на західних схилах хребта, яким проходить межа між Закарпатською та Івано-Франківською областями. Тече серед гір масиву Ґорґани спершу на північний захід, далі — переважно на південний захід. На північ від центральної частини села Синевирська Поляна зливається з потоком Розтока, даючи початок Тереблі.
Над річкою розташоване село Свобода і північний присілок села Синевирська Поляна.

## Цікаві факти
- Річка тече повністю в межах Національного природного парку «Синевир».
- Словоба вважається основним витоком річки Тереблі.
- Однією з правих приток Слободи є потічок, що випливає з озера Синевир.